# Ciudad-Jardín de la Gerencia de Puerto de Sagunto
La Ciudad-Jardín de la Gerencia es un conjunto total de 22 chalets o viviendas residenciales situado en el centro de Puerto de Sagunto (Valencia), junto a la avenida 9 de Octubre.

## Historia
Los inicios de la Ciudad-Jardín de la Gerencia se remontan a los años 20 del siglo XX. La ciudad de Sagunto presentaba un crecimiento exponencial debido al éxito de la Compañía Siderúrgica del Mediterráneo. Este crecimiento hizo que fuera necesaria la construcción de nuevos barrios y viviendas tanto como para trabajadores como para los gerentes y altos cargos de la empresa.

La Ciudad-Jardín de la Gerencia fue creada con el objetivo de obsequiar a estos altos cargos con un ambiente lujoso, elegante y abierto durante su estancia en la ciudad. 

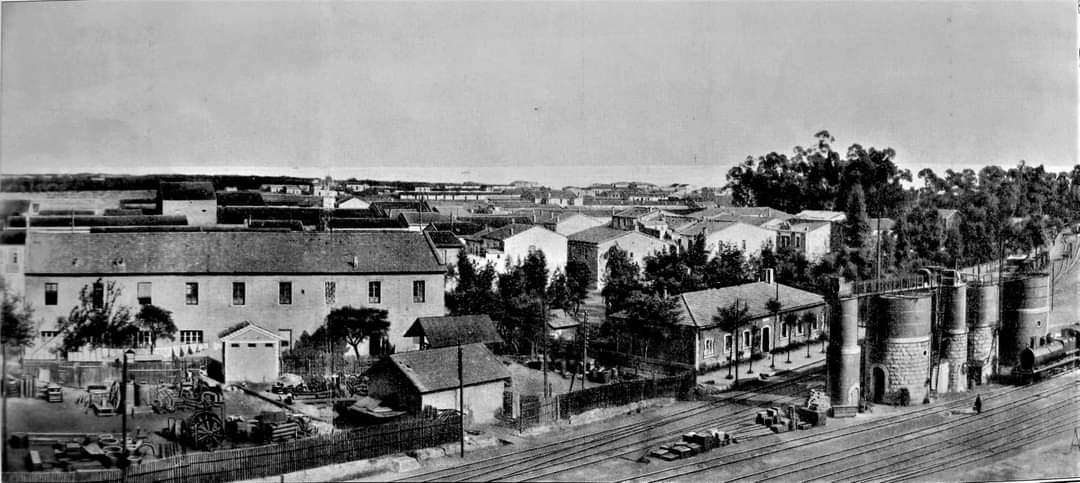
Una imagen antigua de La Gerencia

## Características
La zona estaba constituida por un conjunto total de 22 chalets y varias mansiones y su construcción data hasta los años 50. En la arquitectura de los hogares se aprecian elementos decorativos eclécticos, multitud de balcones esquinados en chaflán, jambas columnadas, grandes atrios y vestíbulos propios ajardinados. La zona estaba rodeada de un muro para proporcionar seguridad a sus residentes, entre cada una de las viviendas amplias calles rodeadas de jardines se abrían paso de principio a fin.

## Usos actuales

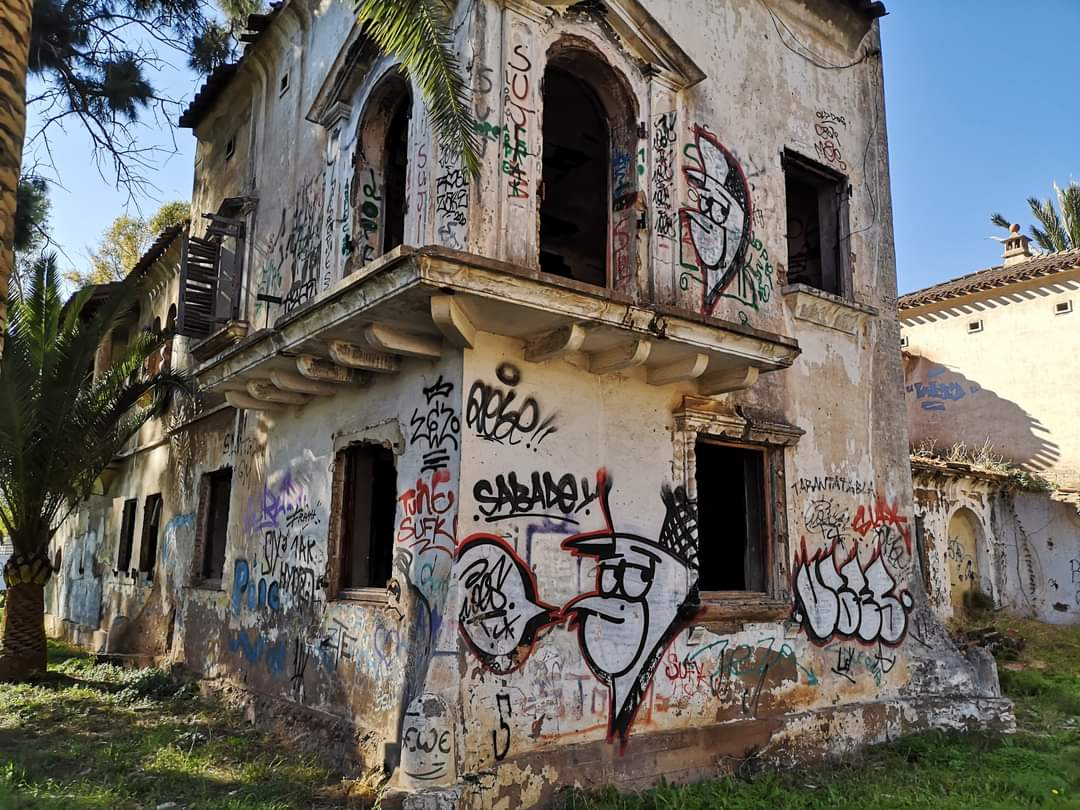
Una casa abandonada

La zona lleva deshabitada varias décadas, lo que provocó el abandono y deterioro de sus jardines y estructuras. Tras varios proyectos de restauración y adaptación de la zona, se ha convertido en un lugar de uso lúdico. En la zona del antiguo casino se encuentra un bar que aprovecha uno de los grandes jardines para realizar conciertos y obras de teatro organizadas por el Ayuntamiento. Las grandes calles han sido adaptadas también y convertidas en zonas de paseo rural para los habitantes.
El derribo de antiguas viviendas ha proporcionado varios descampados que se utilizan para la realización  de diversos eventos.